# Африкански син босилек
Африкански син босилек (Ocimum kilimandscharicum × basilicum 'Dark Opal') е хибриден сорт босилек, кръстоска между камфорен босилек и тъмен опалов босилек. Това е един от малкото видове босилек, които са многогодишни. Растението Африкански син босилек е стерилно, не създава собствени семена и може да се размножава само чрез резници.
Този конкретен сорт босилек има силен аромат на камфор, наследен от Ocimum kilimandscharicum (камфорен босилек), неговият родител от Източна Африка. Концентрацията на камфор е 22% (в сравнение с 61% за O. kilimandscharicum). Концентрацията на другите основни ароматни съединения, линалоол (55%) и 1,8-цинеол (15%) е сравнима с много сортове босилек.
Всички части на цвета, листата и стъблата са годни за консумация; въпреки че някои биха могли да намерят камфорния аромат за прекалено силен за използване в кухнята, от билката се прави вкусно песто с „наситен, мек вкус“ и може да се използва като подправка в супи и салати, особено тези с домати, зелен фасул, пиле и др.
Листата на африканския син босилек са пурпурни, когато са млади, и стават зелени в процеса на нарастването си и дори след това запазват лилави вени. На основата на други лилави босилеци, лилавият цвят е от антоцианини, особено цианидин-3-(ди-р-кумарилглюкозид)-5-глюкозид, но също така и от други съединения, базирани на цианидин и пеонидин.
Цъфти изобилно като едногодишно, но тъй като е стерилен, никога не може да създаде семена. Освен това е по-висок от много сортове босилек. Цветовете му са много добри за привличане на пчели и други опрашители.